# Ephedra fragilis
Ephedra fragilis là một loài thực vật hạt trần trong họ Ephedraceae. Loài này được Desf. mô tả khoa học đầu tiên năm 1799.